# Ceratozamie mexická
Ceratozamie mexická (Ceratozamia mexicana) je druh cykasu z čeledi zamiovité (Zamiaceae). Roste ve vlhkých subtropických a tropických lesích Mexika v nížinách i sušších horských oblastech státu Veracruz.
První exempláře nasbíral Auguste Boniface Ghiesbreght.

## Popis
Podobně jako všechny cykasy jsou ceratozamie mexické dvoudomé rostliny. Plodí tedy odlišné samčí a samičí šišky.
Lístky jsou jednoduché, celistvé s rovnoběžnými žilkami a žádnou středovou žilou (tu mají u cykasů jen rody cykas, stangerie a chigua).

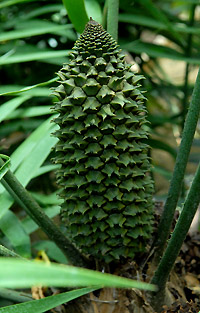
Samičí šiška ceratozamie mexické
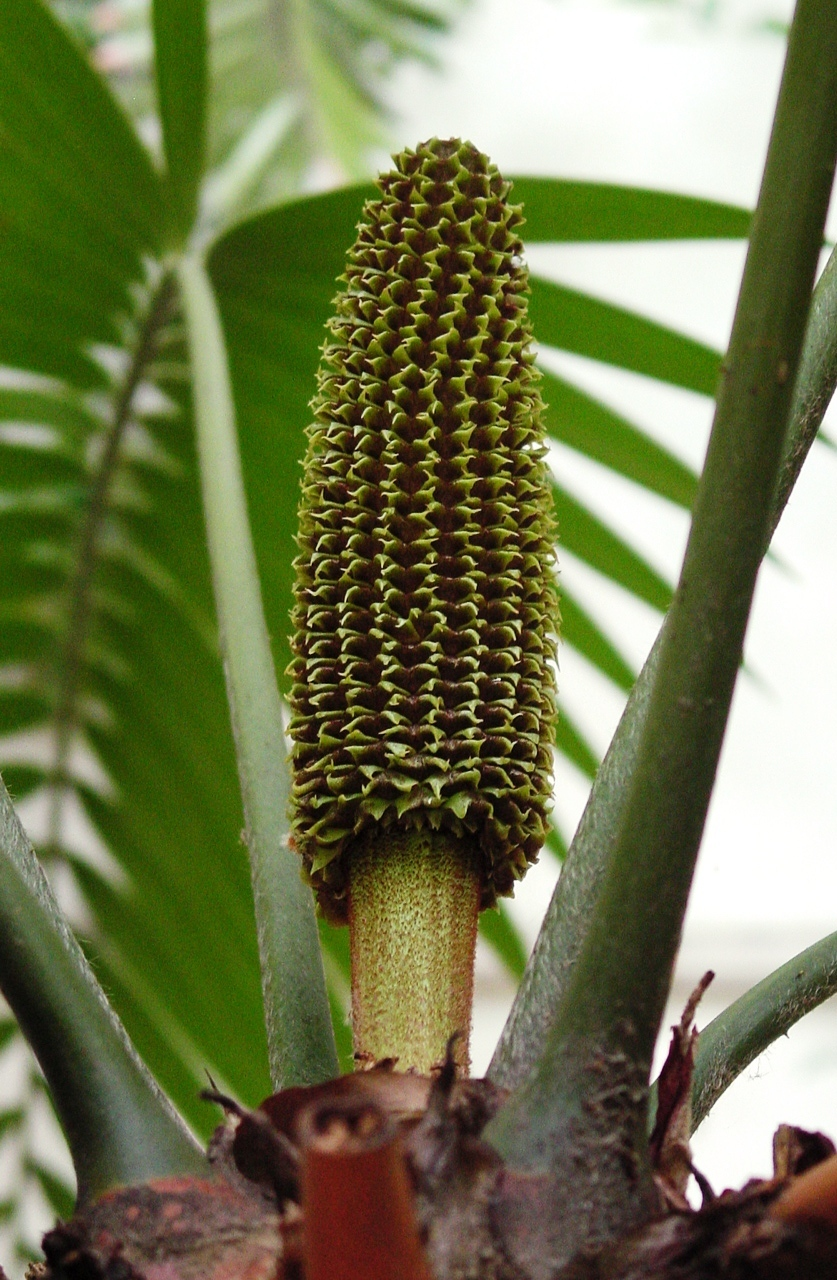
Samčí šiška ceratozamie mexické

## Ochrana
Ceratozamie mexická je zapsána na Červeném seznamu IUCN, jedná se o druh ohrožený ztrátou životního prostředí. Všechny ceratozamie navíc spadají na hlavní seznam ohrožených druhů CITES I. Je proto kontrolován obchod s rostlinami i semeny.

## Ceratozamie mexická v Česku
Jedná se o jeden z nejobvyklejších cykasů v českých sbírkách. Vzrostlé a pravidelně plodící rostliny samic této ceratozamie vlastní Sbírkové skleníky v Olomouci. Blízká zahrada v polském Krakově pravidelně tyto cykasy opyluje. V ČR dosud nebylo jejich opylení publikováno.